# فوزی افندی
حاج محمد فوزی ملقب به مفتی ادرنه و فوزی افندی، نویسنده ای از امپراتوری عثمانی است که به زبان فارسی می نوشت. از وی اثری با نام بلبلستان در ده باب و درباره مسائل عرفانی به سال ۱۳۱۲ ه.ق. در عثمانی به چاپ رسیده است. نباید فوزی افندی و کتاب بلبلستان وی را با شیخ محمد فوزی موستاری و کتاب بلبلستان او اشتباه گرفت.  وی در سال ۱۳۱۸ ه.ق. درگذشت.<>
کتاب وی مقدمه ای یک صفحه ای دارد که در آن کتاب را به سلطان عبدالحمید دوم تقدیم کرده است.